# Biró Zoltán (újságíró, 1874–1942)
Gelsei Biró Zoltán, Bíró László Zoltán (Győr, 1874. január 20. – Budapest, 1942. október 16.) író, hírlapíró. 

## Életútja
Biró Tamás magánzó és Hencz Ilona (Ilka) fiaként született. Újságírói pályafutását Horváth Adám kecskeméti jogakadémiai tanár és Eötvös-párti képviselő lapjánál a Budapesti Néplapnál kezdte mint segédszerkesztő. Az egyházpolitikai harcok idején Lepsényi páter antiszemita lapjához a Magyar Néplaphoz ment át és az ebben írt cikkeiért többször is sajtóperbe fogták. Többször elítélték és egy alkalommal kéthónapos börtönbüntetést kellett letöltenie a szegedi államfogházban. Miután kiszabadult, a Szentesi Lap szerkesztőjeként folytatta munkáját.
Az önkéntesi év leteltével Budapestre, az Egyházi Közlöny szerkesztőségébe került. 1900. április 8-tól május 13-ig a Független Magyarországot szerkesztette, majd 1901-től a kecskeméti 1848 c. új politikai napilap felelős szerkesztője lett. 1902-ben Győrött tartózkodott, 1903. szeptember 20. és 1904. május 30. között Veszprémvármegye, 1904. június 10. és augusztus 26. között az Almádi Ujság szerkesztője volt.
Ezután újból a fővárosba költözött, ahol 1907-ben a Hazám c. "a kivándorlás ellen küzdő néplap" néhány számát szerkesztette. 1935-ben a fővárosban élt, itt 1936. novemberétől Komán Andorral közösen szerkesztette a Frátert és 1937 novemberétől 1938 májusáig Karácsonyi Istvánnal B. Zsolt néven a Csaba Vezér c. lapot. Felesége Zahradniczky Zsófia Teofila Anna volt.

### Tárcái, regényei és cikkei
Alkotmány (1896, 916/8). Független Magyarország (1903. május 7. Az alvinci kastély), Képes Családi Lapok (1903). Ország-Világ (1904). A Polgár (1910: 79/148. sz. A házibarát; 1911: 58-113. sz. A kitagadott fiú: 1912: 255-1913: 54. sz. Falusi Vénusz. Regények), Közbiztonság (1912. A sátán csókja; 1913. A házibarát. Regények), Budapesti Hirlap (1913, 16), Pesti Napló (1916, 18) Szent István naptár (Az anyakönyvi hivatalban. Bohózat).
Sehonnai c. 3 felvonásos népszínművét Bihari Zoltán zenéjével 1904. május 21-én mutatta be Micsei F. György társulata a veszprémi színházban.
Betűjegyei és álnevei: B. Z.; Biró Zsolt; G. B. Z.; gbz; Gelsei Zsolt

## Művei
- A szegedi államfogházban. Visszaemlékezések az egyházpol. küzdelmek korára. Győr, 1902. (Giesswein Sándornak ajánlva).
- Athyr. Társadalmi regény Győr város életéből. Győr, 1903.
- Pál vitéz. Regény a szabadságharcból. Győr, 1910. (Gelsei Zsolt álnéven).
- Összeütközünk a Halley-üstökössel. Szenzációt keltő röpirat. Győr, [1910].
- Az ököritói világkatasztrófa. Szenzációs és érdekfeszítő röpirat. Győr, [1910?].
- Gépmadáron. Győr, [1915].
- A legöregebb népfölkelö. Győr, [1915].
- Osztrák sógor, német pajtás. Győr, [1915].
- Őrmester kisasszony. Győr, [1915].
- Poklok útján a muszkak taborába. Győr, [1915].
- A przemysli vár fehér asszonya. Győr, [1915].
- Szökés az orosz fogságból. Győr, [1915].
- A tiszai halász és a tenger alatt járó sárkány. Győr, [1915].
- A vörös ördög es a kémnö. Győr, [1915].
- A vöröskeresztes kocsitól az oltárig. Győr, [1915].
- Könnycseppek a harctéren. Emlékeim a lövészárokból. (Tábori Levelek. 5.) Győr, [1917].
- Emlékeim a lövészárokból. Győr, [1917].
- A Habsburg-ház bűnei. Magyarország 400 éves szenvedésének története. Győr, 1919.
- Fények és árnyak (Regény) Győr, [1935]. (Ism. Diárium, 1935: 167. 1.)